# Jan Mikołajewicz Radziwiłł
Jan Mikołajewicz Radziwiłł „Brodaty” (lit. Jonas Mikalojus Radvila) herbu Trąby (ur. 1474 r., zm. przed lipcem 1522 roku) – kasztelan trocki w 1522 roku, marszałek ziemski Wielkiego Księstwa Litewskiego w 1514 roku, marszałek hospodarski przed 1499 rokiem, starosta słonimski w latach 1505–1514, namiestnik wilkijski w latach 1495–1505.
Był czwartym synem Mikołaja Radziwiłłowicza i Zofii Anny z domu Moniwid.

## Biografia
Podobnie jak jego bracia, należał do elity politycznej Wielkiego Księstwa Litewskiego, ale odegrał mniejszą od nich rolę. Dobra ziemskie miał natomiast równie bogate jak oni, najważniejsze z jego posiadłości to Muśniki Stare, Krewno, Gieranony, Niehniewicze. Trzecia żona, Anna z rodu Kiszków, ślubem wniosła mu Ołykę, Łachwę i Nieśwież (będący początkiem i trwałą siedzibą jego rodu). Jego młodszy syn, Jan, zmarł bezpotomnie, co sprawiło, że większość jego majątku odziedziczył starszy z synów, Mikołaj II Radziwiłł zwany też „Czarnym".
Zmarł w 1522 roku i został pochowany w Kościele św. Franciszka i św. Bernardyna w Wilnie.

## Życie prywatne
Urodził się w 1474 roku jako syn Mikołaja Radziwiłłowicza h. Trąby i Zofii Anny Moniwid h. Leliwa. Miał czwórkę rodzeństwa; Mikołaja, Annę, Wojciecha i Jerzego. W 1492 roku wziął ślub z Elżbietą Gasztołdówną h. Abdank, która zmarła w 1503 roku. Kolejną małżonką Jana była Bohdana Łukomska h. Roch, z którą miał dwie córki, Annę i Zofię Radziwiłłówny. W 1513 r. ożenił się po raz trzeci z Anną Kiszką h. Dąbrowa, miał z nią dwóch synów Mikołaja i Jana Radziwiłłów.

## Galeria

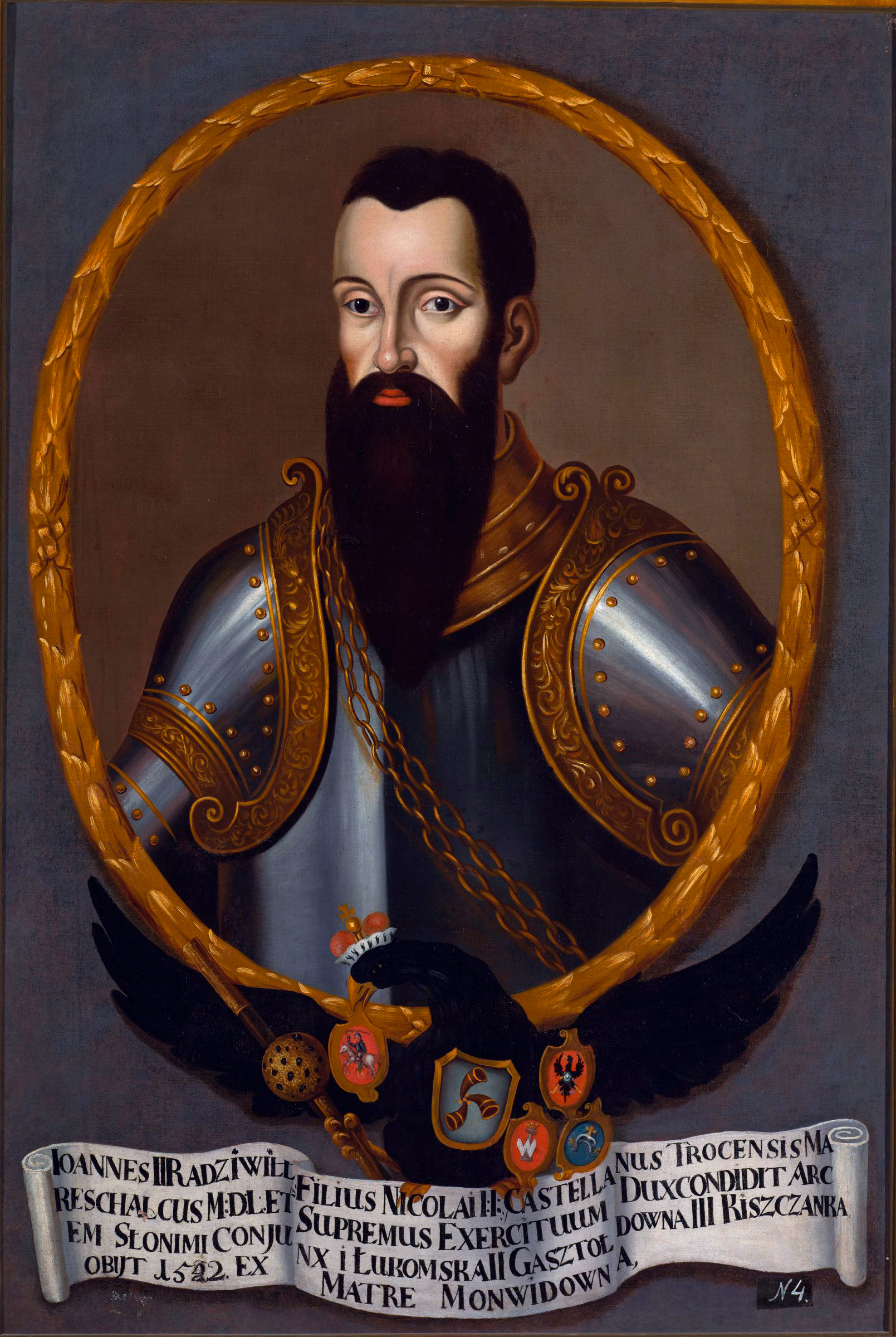
Jan Mikołaj Radziwiłł
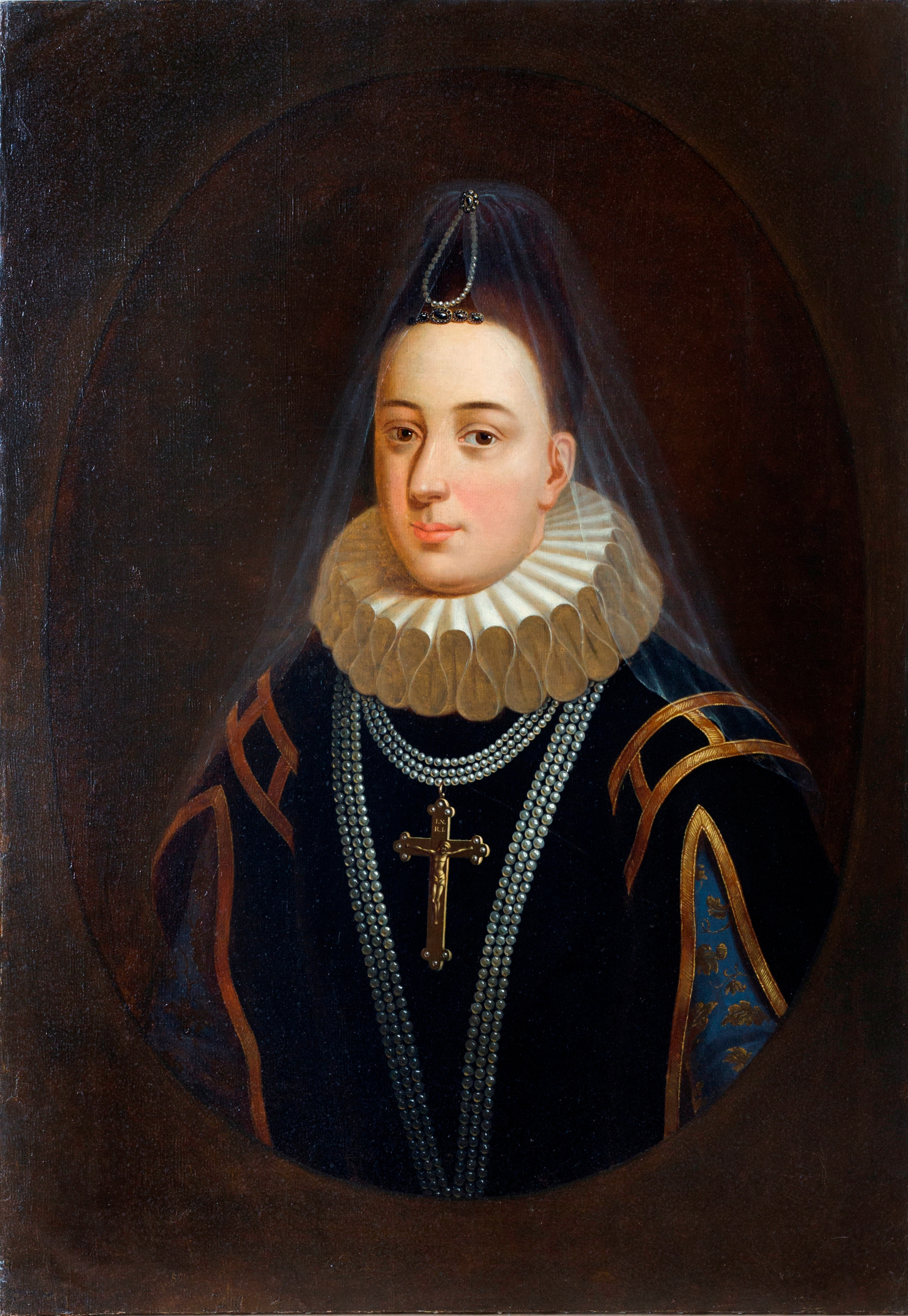
Pierwsza żona Jana Radziwiłła, Elżbieta Gasztołdówna
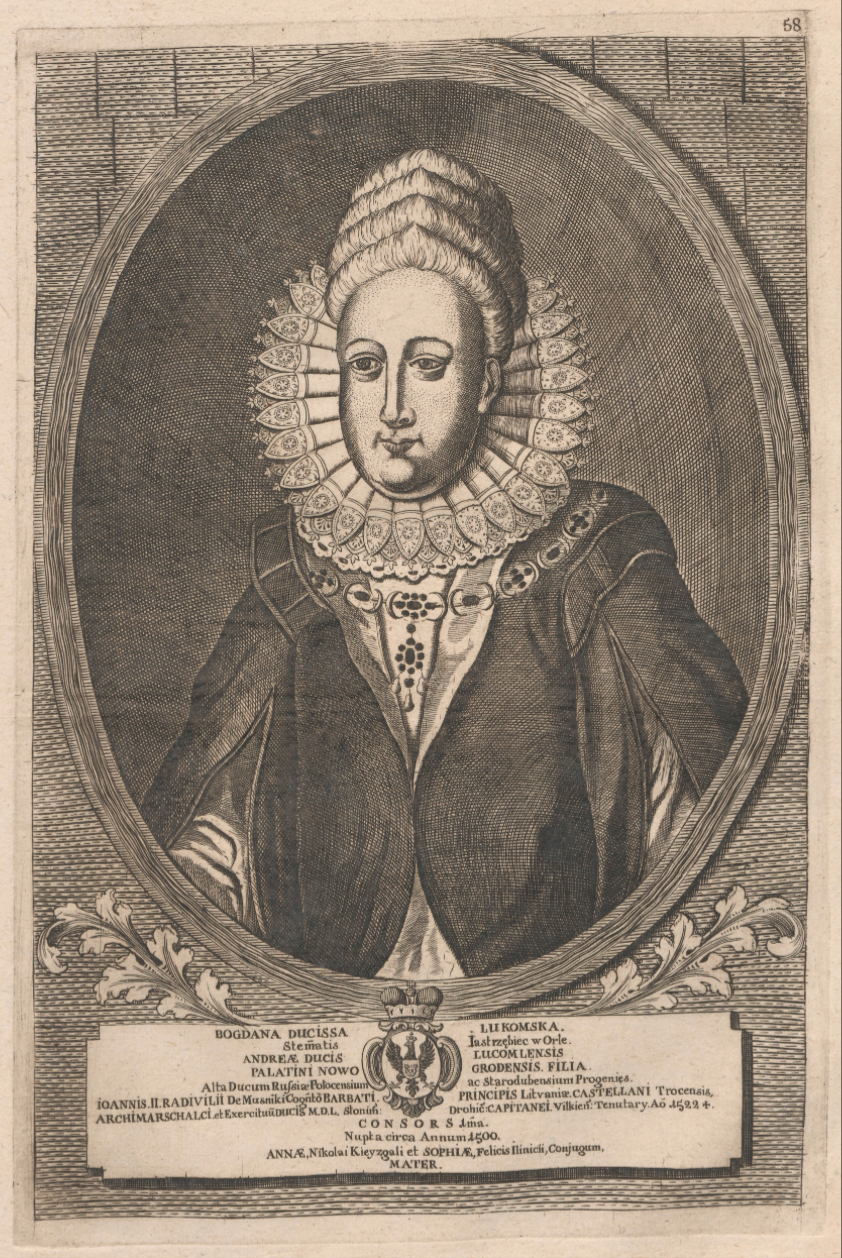
Druga żona Jana Radziwiłła, Bohdana Łukomska
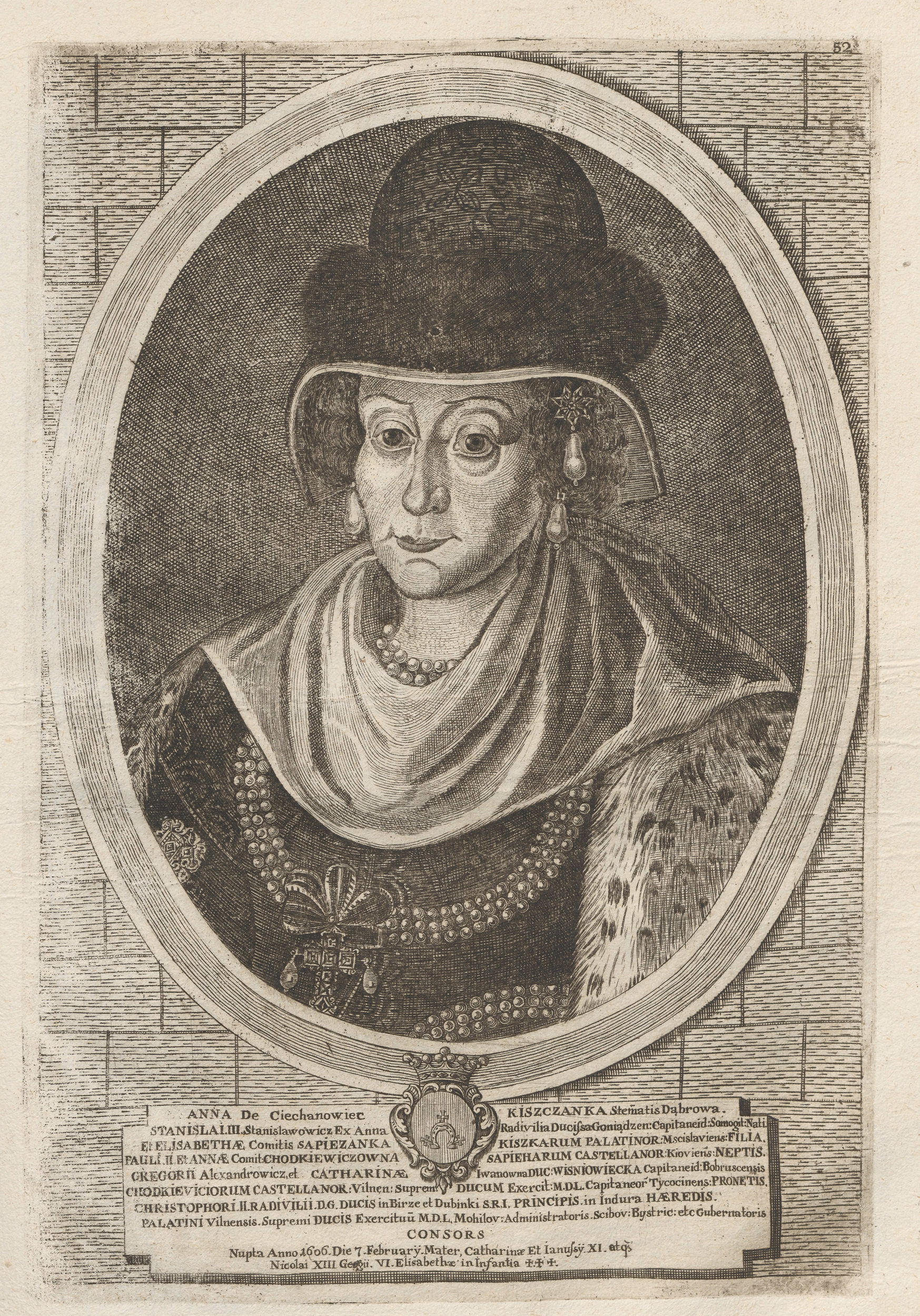
Trzecia żona Jana Radziwiłła, Anna Kiszka